# White savior
L'espressione white savior (dall'inglese: "salvatore bianco") si riferisce a una persona bianca che fornisce aiuto a persone non bianche, tipicamente nel contesto degli aiuti umanitari o missionari, spinto da motivazioni di tipo egoistiche e/o esibizioniste. L'espressione ha una connotazione critica o sarcastica, nel senso che descrive una situazione in cui ai popoli non bianchi viene in un certo senso negato il libero arbitrio, e sono visti come destinatari passivi della benevolenza bianca.
Spesso ci si riferisce a questo comportamento, combinandolo con il concetto di complesso del Messia (o sindrome del salvatore), con il nome di white savior complex ("complesso del salvatore bianco"). Questo complesso è considerato una versione moderna del "fardello dell'uomo bianco" descritto da Rudyard Kipling (1899). Il termine è stato associato con l'Africa e determinati personaggi nei film e nella televisione sono stati condannati come figure che incarnano il white savior.

## Uso
Il concetto del white savior trae origine dalla poesia Il fardello dell'uomo bianco (1899) di Rudyard Kipling. Il suo utilizzo originale era nel contesto delle Filippine, ma da allora il termine è stato associato principalmente all'Africa, così come ad altre regioni del mondo.

### Africa
L'Africa ha una storia di schiavitù e di colonizzazione alle spalle. Damian Zane di BBC News ha affermato che, a causa della loro storia, gli africani trovano che l'atteggiamento del "salvatore bianco" di aiutarli sia "profondamente condiscendente e offensivo". Zane ha affermato: "Alcuni sostengono che gli aiuti possono essere controproducenti, poiché significa che i paesi africani continueranno a fare affidamento su aiuti esterni". Bhakti Shringarpure, scrivendo per The Guardian, disse: "Gli occidentali che cercano di aiutare i paesi poveri e sofferenti sono stati spesso accusati di avere un 'complesso del salvatore bianco': un termine legato alla storia coloniale in cui gli europei scesero per 'civilizzare' il continente africano." Karen Attiah del Washington Post affermò che il quadro del salvatore bianco in Africa "segue la venerabile tradizione" del racconto Cuore di tenebra (1899) di Joseph Conrad e che la tradizione includeva il film Machine Gun Preacher (2011), la campagna di pubbliche relazioni relativa al documentario Kony 2012 (2012) e agli scritti del giornalista Nicholas Kristof.
Ad esempio, l'attrice e produttrice Louise Linton scrisse un libro di memorie sul suo anno sabbatico in Zambia, In Congo's Shadow, e anche un articolo per The Telegraph: Come il mio anno sabbatico da sogno in Africa si è trasformato in un incubo, per promuovere il romanzo. Michael Schaub del Los Angeles Times disse: "La reazione all'articolo di Linton è stata rapida e negativa, accusandola di usare cliché e false dichiarazioni... Diverse persone hanno descritto le memorie di Linton come una fantasia di 'salvatrice bianca'." Gli zambiani e altri africani hanno criticato negativamente l'articolo sui social media. Attiah disse che il popolare account Instagram "BarbieSavior" è stato ispirato dalla reazione negativa alle parole di Linton. Awad dello Special Broadcasting Service affermò che l'account Instagram parodia "una tendenza sconsiderata" del volontariato in cui "i 'salvatori bianchi' usano i meno fortunati come oggetti di scena nei loro profili sui social media". Awad ha affermato che l'interesse per il volontariato incoraggia un modello di business che sfrutta le questioni sociali esistenti di un paese e fa pagare ai turisti il volontariato per essere un "salvatore".
Baaz, Gondola, Marijnen e Verweijen, scrivendo su Foreign Affairs, hanno criticato il "complesso del salvatore bianco" nel documentario del 2014 Virunga, che presenta il Parco Nazionale Virunga della Repubblica Democratica del Congo e il lavoro di conservazione dei suoi ranger del parco. Dissero: "Il film presenta riprese infinite di una guardia del parco che abbraccia e gioca con i gorilla, evocando l'idea del 'nobile selvaggio' che è vicino alla natura, onesto, ingenuo e dipendente dall'uomo bianco per la sua salvezza. Raramente vediamo i congolesi esercitare un ruolo politico, anche se ci sono numerosi attivisti della società civile nella regione, che spesso lavorano con grande rischio personale."
Per decenni, l’organizzazione benefica britannica Comic Relief ha inviato celebrità bianche nei paesi africani per filmare le loro reazioni emotive alle condizioni di povertà come parte della richiesta di denaro al pubblico. Nel 2020, hanno sospeso la pratica dopo aver subito critiche sul fatto che perpetuasse gli stereotipi del salvatore bianco. Uno dei critici principali è stato il politico del partito laburista britannico David Lammy, che nel 2019 ha criticato l'organizzazione di beneficenza per i media del "salvatore bianco" nella sua campagna africana. Reuters ha riferito: "Lammy, che è di origine della Guyana, ha detto che le foto online ... evocavano stereotipi negativi sull'Africa e sulla sua dipendenza dai bianchi occidentali per chiedere aiuto". L'ente di beneficenza e la sua presentatrice Stacey Dooley inizialmente si sono opposti alle critiche. Il gruppo elettorale No White Saviors, con sede in Uganda, disse riguardo alla controversia: "Ci sono livelli nel complesso del salvatore bianco. Puoi avere buone intenzioni, fare del bene lungo il percorso e perpetuare attivamente il (complesso del salvatore bianco)". NBC News affermò che No White Saviors "cerca di aumentare la consapevolezza sull'impatto negativo che molti operatori umanitari" principalmente bianchi "hanno avuto sulle" comunità nere e marroni in nome della beneficenza o del lavoro missionario".

### Medio Oriente
Il termine è usato per riferirsi ai bianchi americani ed europei che partecipano o assistono in modo indipendente nelle guerre del Medio Oriente. T.E. Lawrence, "Lawrence d'Arabia", può essere visto come il prototipo della figura del salvatore bianco. Accuse simili sono state mosse contro gli uomini bianchi europei che viaggiarono per combattere a fianco dei ribelli pro-democrazia nella guerra civile siriana.

### Protezione delle donne musulmane
Le femministe bianche sono talvolta classificate come "salvatrici bianche" quando sostengono cause relative alla protezione delle donne musulmane, soprattutto perché la visione degli uomini musulmani come oppressori è vista come islamofobia. Il caso di Malala Yousafzai è stato criticato perché promuove il concetto del salvatore bianco in Pakistan, a causa della sua grande approvazione in Occidente e per il fatto che sia stata salvata da medici bianchi dopo essere sopravvissuta a un attentato alla sua vita.

## Nei media

### Cinema
Nel film, quello del white savior è un cliché cinematografico in cui un personaggio bianco salva una o più persone di diversa etnia dalla loro situazione difficile. Il salvatore bianco è descritto come messianico e spesso impara qualcosa su se stesso durante il salvataggio. Il tropo riflette il modo in cui i media rappresentano le relazioni tra diverse etnie, razzializzando concetti come la moralità. I salvatori bianchi sono spesso maschi e talvolta sono fuori posto nella propria società finché non guidano minoranze o stranieri. Screen Saviors: Hollywood Fictions of Whiteness etichetta le storie come fantasie che "sono essenzialmente grandiose, esibizionistiche e narcisistiche". I tipi di storie includono viaggi bianchi in località asiatiche "esotiche", difesa bianca contro il razzismo nel Sud America o protagonisti bianchi che hanno aiutanti "razzialmente diversi".
Al personaggio principale bianco viene spesso delegato il ruolo di leader razziale nei film, assumendosi la responsabilità di salvare le minoranze non bianche e gli immigrati dai loro problemi. Il film del 2011 The Help parla del maltrattamento dei neri americani ma offre solo una prospettiva bianca. Il film, basato su un libro di un'autrice bianca, è stato diretto da un bianco. La protagonista, anch'essa caucasica, è ritratta come un'eroina per dare potere alle persone nere, anche se spesso in piccola scala. Critiche simili possono essere mosse a film popolari come Dangerous Minds, The Blind Side e Remember the Titans.

### Televisione
Stephanie Greco Larson, scrivendo su Media & Minorities: The Politics of Race in News and Entertainment, ha affermato che Il mio amico Arnold (1978–1986) e Webster (1983–1987) erano "spettacoli in cui famiglie bianche adottano bambini neri" e rappresentava versioni del "tema del fardello dell'uomo bianco in televisione". Robin R. Means Coleman disse: "In In queste sitcom, i bambini neri vengono salvati dalle loro famiglie o comunità disfunzionali dai bianchi." In particolare, Il mio amico Arnold presentava il personaggio del milionario bianco Philip Drummond.; lo storico del cinema Donald Bogle ritenne che: "Il milionario Drummond diventa una grande figura paterna bianca, in grado di fornire le comodità materiali (così come quelle emotive subliminali) e l'ambiente culturale che la comunità nera presumibilmente non potrebbe mai sperare di eguagliare." Dustin Tahmahkera scrive che Coleman definì Drummond un "salvatore bianco", del tipo che usa "il suo potere di rappresentanza per salvare la situazione determinando una risoluzione del conflitto che plachi tutte le parti", incluso il rappresentante indigeno Longwalker nell'episodio Cimitero indiano. Tahmahkera disse anche che un episodio del 1985 di Punky Brewster vedeva la ragazza protagonista raccontare una storia di fantasmi sul suo alter ego, la Principessa Moon, nel quale aiuta "gli antichi indiani [che] appaiono all'improvviso... come abitanti delle caverne che hanno bisogno di un salvatore bianco... per sconfiggere uno spirito maligno e aiutarli a mantenere il loro segreto."
Larson affermò: "Le scuole dei centri urbani sono state per decenni il luogo in cui sono stati trasmessi in televisione i drammi sul peso dell'uomo bianco", nello specifico serie TV con insegnanti "salvatori bianchi". Larson ha identificato le seguenti serie con tali insegnanti: Room 222 (1969–1974), I ragazzi del sabato sera (1975–1979), Time Out (1978–1981) e Boston Public (2000–2004). Larson disse che, mentre Room 222 e Boston Public hanno degli insegnanti neri che "sfidano il presupposto che i neri siano intrinsecamente inferiori... questi spettacoli continuano a evitare di attribuire la colpa dello status dei neri alle istituzioni sociali mostrando il successo dei singoli insegnanti neri.

### Fumetti
Il personaggio Marvel Comics Pugno d'Acciaio è stato criticato per rappresentare il cliché del salvatore bianco. Nel 2017-2018 è stata adattata una serie sul personaggio, Iron Fist e The New York Times ha riportato che il casting ha ricevuto critiche per non aver reso il protagonista asiatico-americano. Il giornale ha riportato argomentazioni di Keith Chow, direttore del blog The Nerds of Color : "Se hai intenzione di aggiungere tutti questi simboli dell’orientalismo al cliché del salvatore bianco, perché non ribaltare entrambe le cose scegliendo un asiatico-americano per interpretare il ruolo?". L'attore di Iron Fist Finn Jones ha negato che Danny Rand sarebbe stato un "salvatore bianco", sostenendo che la serie avrebbe risposto alle preoccupazioni dei critici. Nel 2021, la Marvel ha ritirato il personaggio di Rand dal ruolo, che è passato a un successore cinese, Lin Lie.

### Umanesimo e adozione delle celebrità
Spesso celebrità di alto profilo di Hollywood occupano ruoli umanitari e per questo sono state criticate per aver aderito al complesso del salvatore bianco, in particolar modo coloro che hanno adottato bambini da ambienti o paesi economicamente sottosviluppati, o hanno intrapreso viaggi pubblicizzati in paesi sottosviluppati. Figure simili sono Bono, Bob Geldof, George Clooney, Madonna, Angelina Jolie, Charlize Theron, Bill Gates e Lady Gaga, associati a iniziative volte a combattere la povertà, conflitti armati e a supportare aree disastrate in Africa, Sudan, Malawi e Haiti.
"Complesso industriale del salvatore bianco"
Lo scrittore Teju Cole ha coniato il termine "Complesso industriale del salvatore bianco" in seguito all'uscita del documentario Kony 2012 nel marzo 2012, estrapolando il termine in una risposta in sette parti su Twitter. In seguito scrisse un articolo per The Atlantic sul termine:
1. Da Sachs a Kristof, da Invisible Children a TED, il settore in più rapida crescita negli Stati Uniti è il Complesso industriale del salvatore bianco.
2. Il salvatore bianco sostiene politiche brutali al mattino, fonda enti di beneficenza nel pomeriggio e riceve premi la sera.
3. La banalità del male si trasmuta nella banalità del sentimentalismo. Il mondo non è altro che un problema da risolvere con entusiasmo.
4. Questo mondo esiste semplicemente per soddisfare i bisogni, inclusi, soprattutto, i bisogni sentimentali, dei bianchi e di Oprah.
5. Il complesso industriale del salvatore bianco non riguarda la giustizia. Si tratta di vivere una grande esperienza emotiva che convalida il privilegio.
6. Preoccupazione febbrile per quell'orribile signore della guerra africano. Ma quasi 1,5 milioni di iracheni sono morti a causa di una guerra scelta dagli americani. Preoccupatevi di questo.
7. Rispetto profondamente il sentimentalismo americano, come si rispetta un ippopotamo ferito. Devi tenerlo d'occhio perché sai che è mortale

La risposta di Cole è diventata un fenomeno virale, e Bhakti Shringarpure del Guardian ha riflettuto sulla risposta di supporto di Internet alla campagna politica di Kony 2012: "Con la prevalenza di campagne, app e giochi che ci chiedono di aiutare senza realmente metterci da parte, sembra che l'idea del salvatore bianco è ancora viva e vegeta, ma ora la modalità è digitale." Heather Laine Talley, scrivendo in Saving Face: Disfigurement and the Politics of Appearance, disse della risposta a Cole che ha coniato il termine: "L'idea del complesso industriale del salvatore bianco è stata accolta sia con celebrazione che con rabbia. Cole è stato alternativamente descritto come uno che dice la verità e come un razzista." Talley ha riassunto la risposta di Cole ai suoi critici: "In definitiva, Cole implora i benefattori occidentali (bianchi) di riconsiderare il fare del bene in due modi. In primo luogo, ammettere le motivazioni che guidano gli interventi filantropici, in modo che la catarsi personale non sussuma il reale bisogno degli altri. In secondo luogo, considerare le basi strutturali e le eredità storiche che insieme sostengono l’infrastruttura stessa dei problemi che affascinano i nostri cuori attivisti”.
Tim Engles, scrivendo in Rhetorics of Whiteness: Postracial Hauntings in Popular Culture, Social Media, and Education, concorda con la valutazione di Cole, dicendo: "La mancanza di efficacia nel mondo reale dei loro sforzi, e l'apparente riluttanza della maggior parte di andare oltre questi passi limitati e auto-esaltanti, suggerisce che la mera convalida del privilegio razziale bianco è stato effettivamente il risultato più significativo".
In sostanza, il concetto di Cole del "Complesso industriale del salvatore bianco" si riferisce esplicitamente agli effetti dannosi dei salvatori bianchi che danno priorità a una "grande esperienza emotiva"; ottenuto attraverso piccoli atti di beneficenza o attivismo rispetto aell'affrontare problemi più ampi come l'oppressione sistematica e la corruzione che affliggono molte nazioni in tutto il mondo, in particolare problemi che sono spesso direttamente causati o perpetuati dagli Stati Uniti.